# Burgruine Sokolčí
Die Burgruine Sokolčí (deutsch Falkenburg) ist die Ruine einer Höhenburg in der Gemeinde Benešov nad Černou im Okres Český Krumlov in der Region Südböhmen in Tschechien. Seit 1958 ist sie ein geschütztes Kulturdenkmal.

## Geschichte
Nicht glaubwürdige Urkunden verlegen die Gründung der Burg Sokolčí in das 13. Jahrhundert. Demnach sollte König Přemysl Otakar II. seinen Gefolgsmann Wok von Rosenberg als Eigentümer der Burg bestätigt haben. Tatsächlich wurde die Burg jedoch erst nach 1358 errichtet. Sie diente möglicherweise dem Schutz der Kaufleute an einer Variante des Linzer Steiges entlang des Tals der Schwarzau. 1387 verkaufte Beneš von Velešín die Burg Sokolčí und den Ort Benešov an Ulrich I. von Rosenberg, der sie der Herrschaft Nové Hrady angliederte. Im Rosenberger Verzeichnis von 1541 wird Sokolčí bereits als Ruine bezeichnet.